# Tosca (piosenkarka)
Tosca, właśc. Tiziana Tosca Donati (ur. 29 sierpnia 1967 w Rzymie) – włoska piosenkarka i aktorka teatralna, zwyciężczyni Festiwalu Piosenki Włoskiej w San Remo w 1996 roku z piosenką „Vorrei incontrarti fra cent’anni”, wykonaną w parze z Ronem.

## Życiorys
Ojciec Tiziany, Sergio Donati w młodości był śpiewakiem, nagrywającym dla wytwórni RCA. Występował też z orkiestrą. Później zmienił zawód. Tiziana mając 8 lat śpiewała w chórze kościelnym rzymskiego kościoła San Timoteo. Potem, w teatrze Checco Durante, brała lekcje u legendarnego Luciano Lucignaniego. W młodości interesowała się twórczością takich artystów jak: Lucio Dalla, Ivano Fossati i Pino Daniele. Jako pseudonim artystyczny przyjęła imię babci.
Dzięki Renzo Arbore zadebiutowała w telewizji.
W 1992 zadebiutowała na Festiwalu Piosenki Włoskiej w San Remo z piosenką „Cosa farà Dio di me”. W tym samym roku wydała swój pierwszy album, zatytułowany Tosca.
W 1996 roku wygrała Festiwal w San Remo z piosenką „Vorrei incontrarti fra cent’anni”, wykonaną w parze z Ronem. W tym samym roku wydała album L’altra Tosca, na którym umieściła własne interpretacje piosenek Lucio Dalli, Renata Zero i Riccarda Cocciante. Nagrała tytułową piosenkę do filmu Jane Eyre Franca Zeffirellego.
W 1997 roku ponownie uczestniczyła w Festiwalu w San Remo, tym razem z piosenką „Nel respiro più grande”, po czym wydała album Incontri e paesaggi, na którym znalazły się jej wersje piosenek takich autorów jak: Chico Buarque, Ivano Fossati, Lucio Dalla i Ennia Morricone.
W 1998 wystąpiła w musicalu Sette spose per sette fratelli. Później wykonywała piosenki religijne i sakralne.
W 1999 roku rozpoczęła współpracę z Watykanem uczestnicząc w różnych imprezach telewizyjnych emitowanych na całym świecie z okazji Wielkiego Jubileuszu Roku 2000. Została wybrana do zaśpiewania „Mater Iubilaei”, hymnu maryjnego skomponowanego z okazji Wielkiego Jubileuszu i wykonanego po raz pierwszy w Grocie w Lourdes, co wyjątkowym wydarzeniem, ponieważ nikt nigdy przedtem w niej nie występował. Przewodniczyła modlitwie przy Drzwiach Świętych podczas uroczystości ich zamknięcia przez papieża Jana Pawła II. Przez cały rok 2000 występowała w największych kościołach i katedrach różnych stolic, przed najwyższymi zwierzchnikami różnych religii z koncertem arii sakralnych Musica Caeli.
W XXI wieku występowała głównie w spektaklach teatralnych: w musicalu Salvatore Giuliano (2001), w spektaklu muzycznym Semo o nun semo Nicoli Piovaniego, w którym śpiewała piosenki w dialekcie rzymskim, Wozzeck, Lulu, la morte e gli altri (2002), Monologhi della vagina, Notte in bianco (2003), Operze za trzy grosze Bertolta Brechta, w spektaklu muzycznym Romana, poświęconym Gabrielli Ferri (2005), w filmie Baciami piccina i ponownie w sztuce teatralnej, Gastone (2006).
W 2007 roku wystąpiła na Festiwalu w San Remo z piosenką „Il terzo fuochista”.
Wystąpiła w sztuce La strada, napisanej na podstawie filmu Federica Felliniego pod tym samym tytułem; sztukę wyreżyserował Massimo Venturiello, jej partner życiowy. W latach 2011–2013 występowała w sztuce Mieszczanin szlachcicem Moliera, w adaptacji i reżyserii Massima Venturiella. W 2014 roku ukazał się jej ostatni album, Il suono della voce.